# UniProt
通用蛋白质资源库（英語：Universal Protein resource，直译：「通用／联合蛋白质资源」，混成词：UniProt），是通过结合瑞士蛋白质数据库（Swiss-Prot）、欧洲分子生物学实验室核苷酸序列数据库与蛋白质翻译库（Translation of European Molecular Biology Laboratory nucleotide sequence database，缩写TrEMBL）和蛋白质信息资源-蛋白质序列数据库（PIR-PSD）创建的蛋白质数据中央数据库，一个全面的，高质量的，免费使用蛋白质序列与功能信息数据，许多内容来自基因组计划，它还包含了大量来自研究文献的关于蛋白的生物学功能信息。

## UniProt共同体
UniProt共同体由欧洲生物信息研究所（EBI），瑞士生物信息研究所（SIB），以及美国蛋白质信息资源（PIR）组成。欧洲生物信息研究所坐落于英国欣克斯顿的惠康信任基因组园区，拥有大量的生物信息学数据库及服务资源。瑞士生物信息研究所位于瑞士的日内瓦，维持专家蛋白质分析系统，该系统是一个蛋白质组学工具和数据库资源中心服务器的运作。PIR由美国华盛顿特区乔治城大学医学中心的国家生物医学研究基金会 (National Biomedical Research Foundation，NBRF) 主办，是最早的蛋白质序列数据库，玛格丽特·戴霍夫于1965年首次出版的《蛋白质序列和结构图集》（Atlas of Protein Sequence and Structure）。2002年，EBI，SIB和PIR联合成为UniProt共同体。

## UniProt数据库的根源
每个共同体成员都积极参与蛋白质数据库维护和注释。 直到最近，欧洲生物信息研究所（EBI）和瑞士生物信息研究所（SIB）一起产生了瑞士蛋白质数据库（Swiss-Prot）和TrEMBL数据库，而蛋白质信息资源（PIR）产生了蛋白质序列数据库（Protein Information Resource-Protein Sequence Database，PIR-PSD）。 这些数据库与不同的蛋白质序列覆盖和注释优先级共存。